# France unie
Ne doit pas être confondu avec France Plus.
France unie (FU) est un micro-parti de centre-droit lancé par Jean-Pierre Soisson le 4 mars 1990. Cet organisme partisan, qui ne regroupait que des cadres et des notables déjà élus, n'a jamais réussi à devenir un organe politique influent et n'a pas survécu à la fin de l'activité ministérielle de son créateur. Ses années d'activité réelle couvrent donc les années 1990-1993.
France unie se distingue d'une autre structure, France unie : pour un nouveau Gaullisme social et solidaire.

## Création
Durant la campagne électorale de mars-juin 1988, François Mitterrand fait campagne autour du thème « La France unie ».
Il remporte le second tour de l'élection présidentielle le 8 mai 1988 face à Jacques Chirac.
Une fois sa réélection acquise, François Mitterrand prononce la dissolution de l’Assemblée nationale. Néanmoins les Français envoient un signal politique ambivalent : le Parti socialiste n'a que la majorité relative des députés et n'a pas la majorité absolue.
Michel Rocard, nommé premier ministre, va tenter de faire adopter ses projets de loi en, alternativement, obtenant le soutien des communistes, ou alors en obtenant le soutien des centristes du Centre des démocrates sociaux (groupe Union du centre à l'Assemblée nationale). François Mitterrand va donc s'employer à pratiquer une « large ouverture » en nommant en qualité de ministres certains centristes, ou même certains membres de la droite démocrate-chrétienne (ainsi Jacques Pelletier, Jean-Marie Rausch, Michel Durafour et Jean-Pierre Soisson), qui font donc partie de la « majorité présidentielle ».
C'est à cette ouverture au centre-droit que répond la création de France Unie par Jean-Pierre Soisson, qui avait été secrétaire d'État (1974-1977) puis ministre (1977-1981) de Valéry Giscard d'Estaing, néanmoins responsable de départements ministériels non régaliens (Universités, Formation professionnelle, Jeunesse et Sports).
Cet organisme propose un « pont politique » entre la gauche et le centre-droit. Il accepte des personnalités du mouvement radical de gauche mais pas des monarchistes. En 1992, c'est Huguette Bouchardeau, ancienne militante du PSU, qui se présente à la présidence de l'Assemblée nationale au nom de France unie.

## Perte d'influence et disparition
Bien que Jean-Pierre Soisson ait tenté de créer un groupe parlementaire autonome, distinct du groupe Union du centre, à l'Assemblée nationale, ses démarches restent vaines. Il en est de même s'agissant de l'attribution de sièges par le parti socialiste dans l’optique des élections législatives suivantes.
Lorsque la droite remporte les élections législatives de mars 1993, France Unie est mis en veilleuse, avant de cesser ses activités. À la demande de l'Association de financement du mouvement politique France Unie, le retrait de l'agrément de financement est accepté par décision du 18 avril 2016.